# Ainhoa Aizpuru
Miren Ainhoa Aizpuru Murua (Gaviria, Guipúzcoa, 12 de febrero de 1970) es una economista y política española, alcaldesa de Gaviria y diputada foral de la Diputación Foral de Guipúzcoa.

## Biografía
Se licenció en Ciencias Económicas y Empresariales, con especialidad en Marketing, en la Universidad de Deusto en 1993.

## Trayectoria política
Se presentó a las elecciones municipales de España de 2003 en Gaviria y salió elegida concejal. Se volvió a presentar en las elecciones municipales de España de 2007 como cabeza de lista y salió elegida concejal, convirtiéndose en alcaldesa de Gaviria (2007-2011). Repitió en las elecciones municipales de España de 2011 y volvió a salir concejala de Gaviria.
En el año 2015 fue nombrada diputada foral de Promoción Económica, Medio Rural y Equilibrio Territorial de la Diputación Foral de Guipúzcoa en el Gobierno Foral de coalición del Partido Nacionalista Vasco y Partido Socialista de Euskadi (PNV/PSE), con Markel Olano como diputado general.
Actualmente, desde 2019, es diputada foral de Proyectos Estratégicos de la Diputación Foral de Guipúzcoa en el Gobierno Foral de coalición del PNV/PSE, con Markel Olano como iputado deneral.

## Vida privada
Ainhoa Aizpuru es la hermana de Mikel Aizpuru, historiador y político, director general de patrimonio del Gobierno Vasco y también de Andoni Aizpuru, periodista.